# Luigi Omodei (1657-1706)
Pour les articles homonymes, voir Luigi Omodei.
Luigi Omodei (né le 20 mars 1657 à Madrid et mort le 18 août 1706 à Rome) est un cardinal italien du XVIIe siècle et du début du XVIIIe siècle.

## Biographie
Luigi Omodei est le neveu du cardinal Luigi Omodei (1607-1685).
Il exerce diverses fonctions au sein de la Curie romaine. 
Le pape Alexandre VIII le crée cardinal lors du consistoire du 13 février 1690. Il participe au conclave de 1691, lors duquel Innocent XII est élu, et à celui de 1700 (élection de Clément XI).

### Sources
- Fiche du cardinal Luigi Omodei sur le site fiu.edu